# Сайдулаев, Зубаир Дациевич
Зубаир (Зубайри) Дациевич Сайдулаев (1912; Иха (ныне — Казбековский район), Дагестанская область, Российская Империя — 23 марта 1972, Ленинаул, Казбековский район, Дагестанская АССР, СССР)— председатель колхоза «Дружба».

## Биография
Родился в селении Иха Казбековского района Дагестанская область в 1912 (по некоторым сведениям в 1910) году. Работал учителем в школах сёл Иха, Алмак, Буртунай. Член КПСС с 1940 года.
Призван в ряды Красной Армии в 1940 году. Участник Великой Отечественной войны. На фронте был командиром отделения, пулеметно-минометного взвода, заместителем командира батареи. Воевал в составе Южного, Юго-западного, 2-го Прибалтийского и Ленинградского фронтов, соответственно: в 9, 46 и 10 гвардейской армиях. В 1942 году в районе Моздока был ранен и контужен. Демобилизован в декабре 1945 г.
После демобилизации работал заведующим военным отделом Казбековского РК КПСС, народным судьей Казбековского района, исполнял обязанности прокурора района, был председателем Ленинаульского сельсовета, председателем колхоза «Дружба» с. Ленинаул Казбековского района, инструктором райкома партии, секретарем парткома колхозов им. К. Маркса с. Хубар и им. Ворошилова с. Буртунай Казбековского района. Неоднократно избирался членом РК КПСС, депутатом Казбековского Районного Совета народных депутатов. В бытность его руководителем, колхоз «Дружба» с. Ленинаул Казбековского района являлся одним из лучших в Дагестанской АССР. Впервые в истории села являлся инициатором проекта и осуществил в начале 1960-х годов трубопроводное водоснабжение селения Ленинаул с водозабором из реки Акташ. Славился умением организовать работу и заботой о тружениках, помощью нуждающимся и личными нравственными качествами. Это был человек всю свою сознательную жизнь отдавший честному и добросовестному служению своему Отечеству и народу на трудных, но самых востребованных "рабочих" должностях в тяжелые довоенные, военные и послевоенные годы, трудясь по 17-19 часов в сутки. Жители района хранят добрую память о нём, вспоминая многолетний честный и добросовестный труд во благо людей.
Умер 23 марта 1972 года и похоронен в селе Ленинаул Казбековского района Дагестанской АССР.
Постановлением Главы АСП «село Ленинаул» № 26 от 16.06.2014 г. одна из улиц селения Ленинаул Казбековского района Республики Дагестан названа именем Зубаира Сайдулаева.

## Награды
- Орден Красной Звезды